# جيم جونسون
جيم جونسون (بالإنجليزية: Jim Johnson)‏ (2 سبتمبر 1887 في الولايات المتحدة - 1 نوفمبر 1918 بدانفيل في الولايات المتحدة) هو ملاكم أمريكي، صنّف ضمن فئة وزن ثقيل.

## إحصائيات
خاض خلال مسيرته 52 نزالا، فاز في 23 وتعادل في 6 وخسر في 16. فاز بالضربة القاضية في 20 نزالا.

## روابط خارجية
- جيم جونسون على موقع بوكس ريك (الإنجليزية) (registration required)